# Daniël Beukers
Daniël Beukers (Spakenburg, 28 januari 2004) is een Nederlands voetballer die doorgaans speelt als rechtsback. In juli 2024 verruilde hij FC Groningen voor FC Volendam.

## Clubcarrière
Beukers speelde in de jeugd van IJsselmeervogels en werd in 2018 opgenomen in de opleiding van AZ. Hier tekende hij in januari 2021 een professioneel contract tot en met het seizoen 2022/23. Zijn profdebuut maakte Beukers namens Jong AZ in de Eerste divisie op 3 februari 2023. Tijdens een thuiswedstrijd tegen VVV-Venlo mocht hij van coach Maarten Martens in de basisopstelling beginnen. Hij werd acht minuten voor tijd naar de kant gehaald ten faveure van Enoch Mastoras en zag vanaf de kant hoe zijn team met 4–3 won. Later dat seizoen speelde de verdediger nog zes wedstrijden voor het belofteteam van AZ. Daarnaast was hij als speler van AZ –18 onderdeel van de ploeg die de UEFA Youth League wist te winnen.
In juni 2023 werd de transfervrije komst van Beukers aangekondigd door het naar de Eerste divisie gedegradeerde FC Groningen, waar hij per 1 juli van dat jaar zijn handtekening zette onder een verbintenis voor de duur van vier seizoenen met een optie op een jaar extra. FC Groningen promoveerde dat seizoen direct weer terug naar de Eredivisie, maar Beukers speelde geen enkele competitiewedstrijd en zat twintig keer als ongebruikte wisselspeler op de reservebank. In de zomer van 2024 mocht hij transfervrij vertrekken en hij tekende een contract voor drie seizoenen bij FC Volendam, net gedegradeerd naar de Eerste divisie. Beukers kwam in zijn debuutseizoen bij FC Volendam mede door aanhoudend blessureleed slechts zeven duels in actie.
FC Volendam promoveerde in de zomer van 2025 naar de Eredivisie, maar Beukers bleef in de Eerste divisie actief. De verdediger werd voor een jaar verhuurd aan FC Emmen.

## Clubstatistieken
| Seizoen | Club         | Competitie     | Competitie | Competitie | Beker | Beker | Internationaal | Internationaal | Totaal | Totaal |
| Seizoen | Club         | Competitie     | Wed.       | Dlp.       | Wed.  | Dlp.  | Wed.           | Dlp.           | Wed.   | Dlp.   |
| ------- | ------------ | -------------- | ---------- | ---------- | ----- | ----- | -------------- | -------------- | ------ | ------ |
| 2022/23 | Jong AZ      | Eerste divisie | 7          | 0          | —     | —     | —              | —              | 7      | 0      |
| 2023/24 | FC Groningen | Eerste divisie | 0          | 0          | 1     | 0     | —              | —              | 1      | 0      |
| 2024/25 | FC Volendam  | Eerste divisie | 7          | 1          | 0     | 0     | —              | —              | 7      | 1      |
| 2025/26 | → FC Emmen   | Eerste divisie | 0          | 0          | 0     | 0     | —              | —              | 0      | 0      |
| Totaal  | Totaal       | Totaal         | 14         | 1          | 1     | 0     | 0              | 0              | 15     | 1      |

Bijgewerkt op 25 juli 2025.